# Pristimantis erythropleura
Pristimantis erythropleura es una especie de anfibio anuro de la familia Craugastoridae.

## Distribución
Esta especie es endémica de Colombia. Habita en los departamentos de Caldas, Antioquia, Quindío, Risaralda y Valle del Cauca entre los 1200 y 2600 m de altitud en la ladera occidental de la Cordillera Occidental y en el norte de la Cordillera Central.

## Descripción
Las hembras miden 31 mm.

## Publicación original
- Boulenger, 1896 : Descriptions of new reptiles and batrachians from Colombia. Annals and Magazine of Natural History, sér. 6, vol. 17, p. 16-21[5]